# Vindarnas skål
Vindarnas skål är del 13 i Robert Jordans fantasyserie Sagan om Drakens Återkomst (Wheel of Time). På engelska: A Crown of Swords och den kom ut 1999. Den är översatt av Jan Risheden.
| Föregående bok: Svarta tornet | Sagan om Drakens Återkomst | Nästa bok: En krona av svärd |